# Rhynchosia holosericea
Rhynchosia holosericea är en ärtväxtart som beskrevs av Schinz. Rhynchosia holosericea ingår i släktet Rhynchosia och familjen ärtväxter. Inga underarter finns listade i Catalogue of Life.